# Paul de Barras
Paul François Jean Nicolas de Barras (Fòs Amfós, Provença, 30 de juny 1755 - Chaillot, París, 29 de gener de 1828), anomenat també Paul Barras, fou vescomte de Barras, polític de la Revolució Francesa i principal líder del règim del Directori francès de 1795 a 1799. Paul de Barras serví a l'exèrcit colonial, participà en les jornades revolucionàries parisenques i fou elegit diputat del Var a la Convenció Nacional. Comissari a Occitània, hi reprimí la insurrecció i activà la reconquesta de Toló. Fou un dels promotors dels fets del 9 de termidor i dirigí la detenció de Robespierre. Fou president de la Convenció i comandant en cap de l'exèrcit a l'interior. Elegit membre del Directori, esdevingué, a partir del cop d'estat del 18 de fructidor, el veritable cap executiu del país. Després del 18 de brumari fou destituït dels seus càrrecs i es retirà a la vida privada, però no cessà de conspirar contra els règims bonapartista i imperial, malgrat l'ajut que havia prestat a Napoleó Bonaparte al començament de la seva carrera. Visqué molts anys exiliat o internat. Deixà unes Mémoires interessants.